# Čabraji
Čabraji falu Horvátországban Kapronca-Kőrös megyében. Közigazgatásilag Kőröshöz tartozik.

## Fekvése
Kőröstől 8 km-re északkeletre fekszik.

## Története
A középkorban ez a terület a Jeruzsálemi Szent Sír Lovagrend glogovnicai birtokához tartozott.
A mai település csak a 19. század végén lett önálló faluvá. 1890-ben 121, 1910-ben 169 lakosa volt. Trianonig Belovár-Kőrös vármegye Körösi járásához tartozott. 2001-ben a falunak 150 lakosa volt.

## Nevezetességei
A Čabraji-tó egy 30 éve épített mesterséges tó a falutól északra. Területe mintegy 7 hektár, átlagos mélysége 1,5 méter. Vizét a környező erdőkben eredő források vize táplálja. A tó a családok és a horgászok kedvelt pihenőhelye.

## Külső hivatkozások
Körös város hivatalos oldala